# Чернігівський обласний історичний музей імені Василя Тарновського
Черні́гівський обласни́й історич́ний музе́й і́мені В. В. Тарно́вського — державний обласний музей у місті Чернігові (Україна); один із найдавніших історичних музеїв держави; значний науковий і культурно-просвітницький осередок міста, регіону та країни.

## Загальні дані
Чернігівський обласний історичний музей імені В. В. Тарновського міститься в історичній триповерховій будівлі в стилі класицизму за адресою:
вул. Музейна, буд. 4, м. Чернігів—14000 (Україна).
Музейна будівля — колишній будинок Чернігівської чоловічої гімназії, зведений за «зразковим» проектом відомого російського архітектора Андреяна Захарова.
Режим роботи музею: від 09:00 до 17:00 (у літній період — субота, неділя з 10:00 до 18:00), вихідний — четвер.
В. о. директора музею — Блакитний Максим Михайлович.

## З історії музею

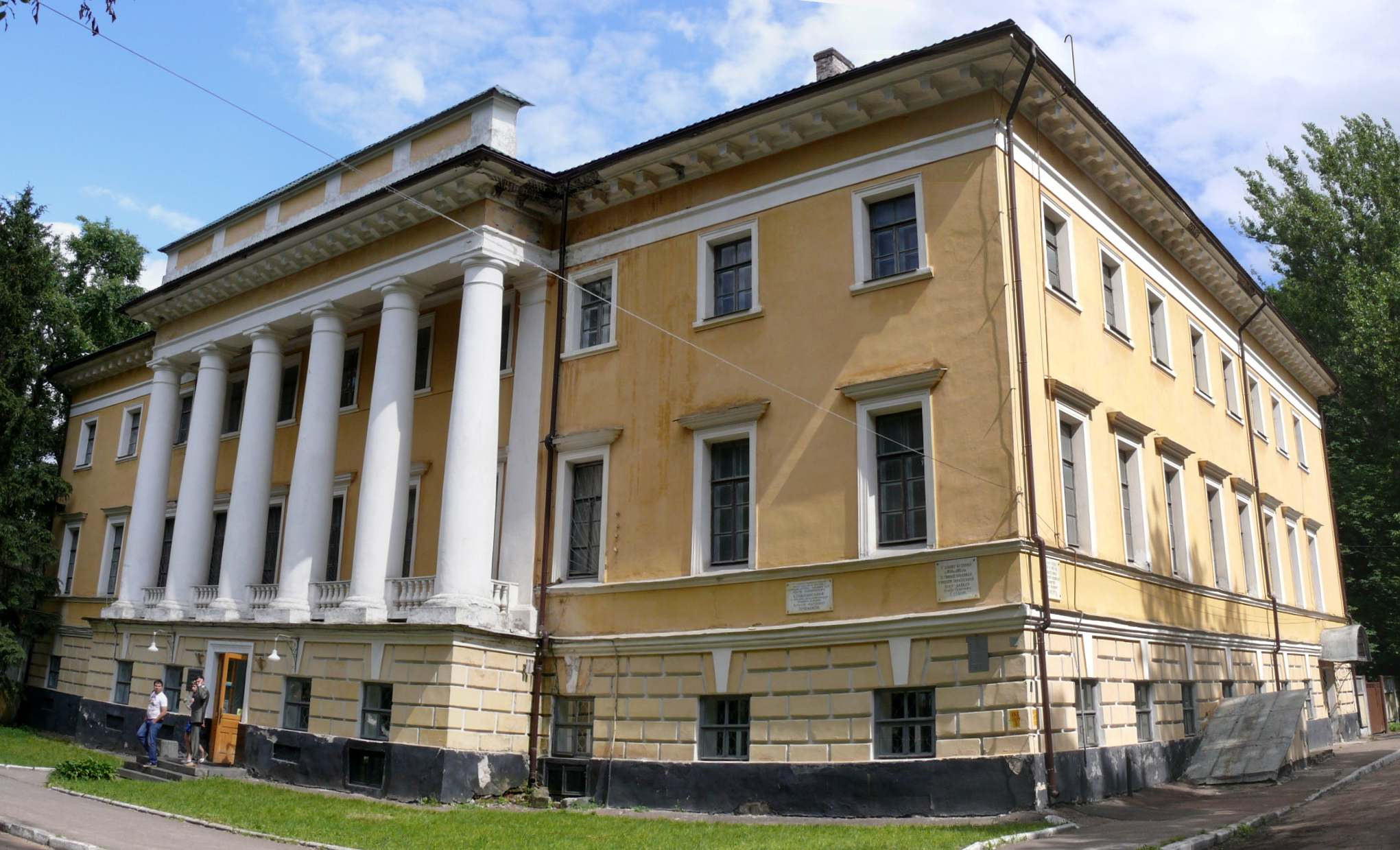

### Початки музейної справи в Чернігові
Чернігівський історичний музей заснований у 1896 році — 14 (26) листопада урочисто відкрито Чернігівську губернську вчену архівну комісію та її історичний музей, а наприкінці року губернська земська управа одержала заяву Василя Тарновського, в якій відомий громадський діяч, колекціонер і меценат пропонував земству прийняти в дарунок колекцію старожитностей і створити на її основі Музей українських старожитностей.
Через бюрократичну тяганину відкрити музей українських старожитностей імені В. В. Тарновського для відвідувачів вдалося лише 1902 року. А ще до того, у 1900 році, Чернігівська духовна консисторія ухвалила рішення про заснування церковного музею — Чернігівського єпархіального сховища старожитностей, яке розпочало діяльність у 1907 році, ставши таким чином третім музеєм губернського міста.
1912 року стає зберігачем, згодом — директором музею маляр, скульптор, критик Іван Рашевський.
Після встановлення в 1919 році радянської влади, в реквізованому будинку родини Милорадовичів був відкритий музей поміщицького побуту і мистецтва. А за рік, у 1920 році, створений Чернігівський етнографічний музей, або музей селянського побуту, ще за рік (1921) — музей культів, основою якого стала також реквізована і націоналізована колекція колишнього єпархіального музею.
У 1923 році всі 5 чернігівських музеїв де-юре об'єдналися у Чернігівський Державний музей.

### Становлення музею за СРСР
У 1925 році об'єднаному Чернігівському Державному музеєві виділили будинок колишнього Селянського банку.
Після утворення Чернігівської області (жовтень 1932 року) в цьому приміщенні розмістився обласний комітет КП(б)У. А музей у 1933 році переїхав на Чернігівський Дитинець-Вал — у будинок класичної чоловічої гімназії, де й перебуває понині.
У 1920-х — на початку 1930-х років у музеї працювала ціла плеяда знаних істориків, етнографів, мистецтвознавців, археологів — С. Баран-Бутович, М. Вайнштейн, В. Дроздов, Б. Луговський, Б. Пилипенко, П. Смолічев, Б. Шевелів, В. Шугаєвський, М. Касперович. Майже всі вони зазнали утисків і репресій у 1930-х роках.
1939 року Чернігівський державний історичний музей (таку назву він отримав у 1934 році) був визнаний об'єктом республіканського значення і переведений на республіканський бюджет. На цей час його колекції нараховували понад 60 тисяч пам'яток, а бібліотека — понад 40 тисяч томів книг.
Із початком Німецько-радянської війни в серпні 1941 року частина музейного зібрання була евакуйована до Уфи і Чкалова (Оренбурга). Будинок музею під час війни сильно постраждав. У грудні 1943 року після захоплення Чернігова Червоною Армією музей відновив свою діяльність у приміщенні Музею українських старожитностей ім. В. В. Тарновського.
У повоєнний час ускладнюється структура музею, створюються нові підрозділи:
- 1965 рік — художній відділ;
- 1970 рік — сектор охорони пам'яток історії та культури;
- 1972 рік — науково-методичний сектор для надання допомоги музеям на громадських засадах;
- 1981 рік — сектор охорони пам'яток археології.

У другій половині 1970-х рр. Чернігівський історичний музей повертається до будинку колишньої чоловічої гімназії, у своє довоєнне приміщення.
Музейна експозиція, створена в 1979 році за проектом київських художників Ю. Кисличенка та І. Левитської, була відзначена дипломом ВДНГ УРСР. У грудні цього ж (1979) року перших відвідувачів прийняв відділ народного декоративного мистецтва Чернігівщини, створений у 1978 році.
У 1983 році художній відділ Чернігівського історичного музею перетворюється на самостійний музейний заклад — Чернігівський художній музей.
У 1986 році на правах відділу Чернігівському історичному музеєві передають Чернігівський музей бойової слави, побудований за ініціативи ветеранів війни і громадськості міста.
1989 року на базі госпрозрахункової групи сектору археології виникла установа, яка займалася дослідженням археологічних пам'яток у зонах забудови, — Чернігівський обласний археологічний центр.

### Музей у незалежній Україні
Постановою Кабінету Міністрів України від 27 листопада 1991 року № 345 музеєві повернуте ім'я В. В. Тарновського.
У 1992 році Чернігівський військово-історичний музей став військово-історичним відділом Чернігівського обласного історичного музею імені В. В. Тарновського.
У 1997 році при реєстрації відповідно до Закону України «Про музеї і музейну справу», враховуючи розмежування форм власності, музей отримав назву Чернігівський обласний історичний музей імені Василя Васильовича Тарновського.
У 1996 році в Чернігові та країні урочисто відзначене 100-річчя заснування музею. За визначний внесок у справу відродження багатовікових традицій духовності й історичної пам'яті, дослідження, збереження і примноження історико-культурної спадщини українського народу музей нагороджений премією ім. Д. І. Яворницького Всеукраїнської спілки краєзнавців. У 2002 р. відбулися заходи з нагоди 100-річчя відкриття Музею українських старожитностей В. В. Тарновського, зібрання якого є найціннішою складовою частиною нинішнього музею.
У 2006 році музей відсвяткував свій 110-літній ювілей.
До середини 2006 року в якості відділу працював Музей народного декоративного мистецтва Чернігівщини, що розташовувався в Катерининській церкві, але після ухвалення рішення про передачу споруди релігійній громаді експозиція відділу була демонтована.
У 2011 році філією музею став створений у 2009 році музейно-меморіальний комплекс партизанської слави «Лісоград», що знаходиться в селі Єліне.

## Фонди, експозиція, діяльність
Музейне зібрання Чернігівського обласного історичного музею імені В. В. Тарновського нараховує понад 160 тисяч одиниць зберігання загальноукраїнського значення.
У теперішній час (2010) Чернігівський історичний музей ім. В. В. Тарновського має 2 самостійні експозиції.
- Історичний музей — розміщується у пам'ятці архітектури початку XIX століття по вулиці Музейній, 4. Експозиція, створена за хронологічним принципом, розповідає про історію Чернігівщини від часів палеоліту і до сьогодення, про її видатних уродженців і персоналії, пов'язані з краєм. Її складовими частинами є постійні виставки «Родинні маєтки — осередки культури і благодійництва», «Уродженці Чернігівщини — видатні діячі науки і культури ХХ ст.», «Чернігів на зрізі століть». Тимчасові виставки, побудовані як за тематичним, так і за систематичним принципом, експонуються у виставковому залі або в експозиційних залах музею.
- Військово-історичний музей — розміщується у пристосованому, збудованому в 1985 році, приміщенні. Експозиція має два окремих розділи — «Військова історія Чернігівщини» та «Бойовий шлях колишньої 1-ї гвардійської армії», виставки — «Чернігівці на фронтах Другої Світової війни», «Визволення Чернігівщини від німецько-фашистських загарбників». Виставковий зал використовується для створення виставок не лише на воєнну тематику, але й на інші теми, в тому числі художніх. Музей оснащений технічними засобами, має кіно-лекційний зал.

Найдавніший період історії Чернігівської землі, починаючи з доби пізнього палеоліту, висвітлюють пам'ятки археології. Особливо цінними серед них є зібрання хрестів-енколпіонів, давньоруські ювелірні вироби і прикраси, що надійшли у складі 8 скарбів та як індивідуальні знахідки, скарб гривень чернігівського типу, зброя Х—ХІІІ століть, у тому числі 6 мечів і 3 скрамасакси, дерев'яний колодязь Х століття, вислі печатки, пряслиця та амфори з графіті, знахідки Міжнародної Шестовицької археологічної експедиції. Історія формування археологічної колекції музею стала темою окремої кандидатської дисертації.
Добре знаною серед фахівців є унікальна колекція речових і документальних пам'яток XVII—XVIII століть (доби Гетьманщини), основу якої становить зібрання В. В. Тарновського. Вона містить козацькі клейноди, холодну і вогнепальну зброю, гармати, військове спорядження, посуд, одяг, в тому числі слуцькі пояси, вишиті окрайки, гапти, хатнє і церковне начиння, ювелірні вироби, серед яких 15 робіт видатного українського золотаря І. Равича, портрет Б. Хмельницького й авторську модель його пам'ятника скульптора М. Микешина, речі, пов'язані з іменами Я. Остряниці, І. Мазепи, С. Палія, П. Полуботка, В. Кочубея, Л. Барановича, В. Дуніна-Борковського, Я. Лизогуба, М. Ханенка, І. Максимовича, Д. Ростовського, І. Скоропадського, К. Розумовського тощо.

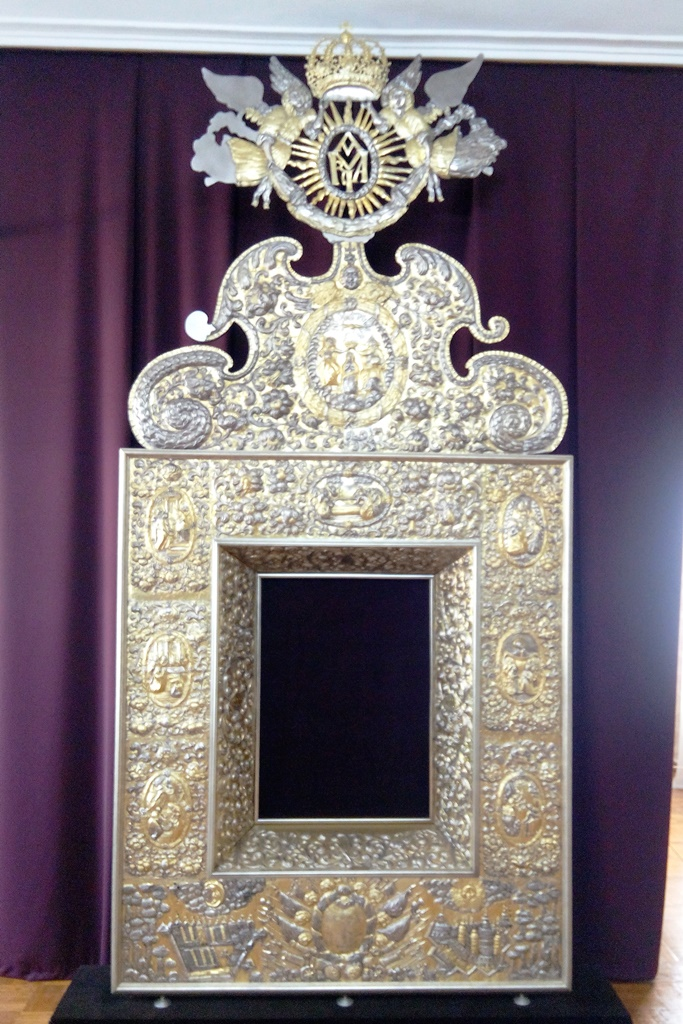
Оклад кіота чернігівської ікони Іллінської Божої Матері

Документальні пам'ятки цієї доби репрезентовані 156 гетьманськими універсалами в оригіналах і копіях XVIII століття, родинними архівами Забіл, Лашкевичів, Милорадовичів, Полетик, Тарновських, Шихуцьких, архівами судових установ, ратуш, монастирів, списками козацьких літописів, рукописними книгами, стародруками, серед яких — 2 примірники Острозької Біблії, перше чернігівське видання «Перло многоценноє» К. Ставровецького Транквіліона (1646), 53 Євангелія у коштовних оправах. Найдавнішим друкованим Євангелієм у музейній збірці є Євангеліє 1600 року у срібному окладі.

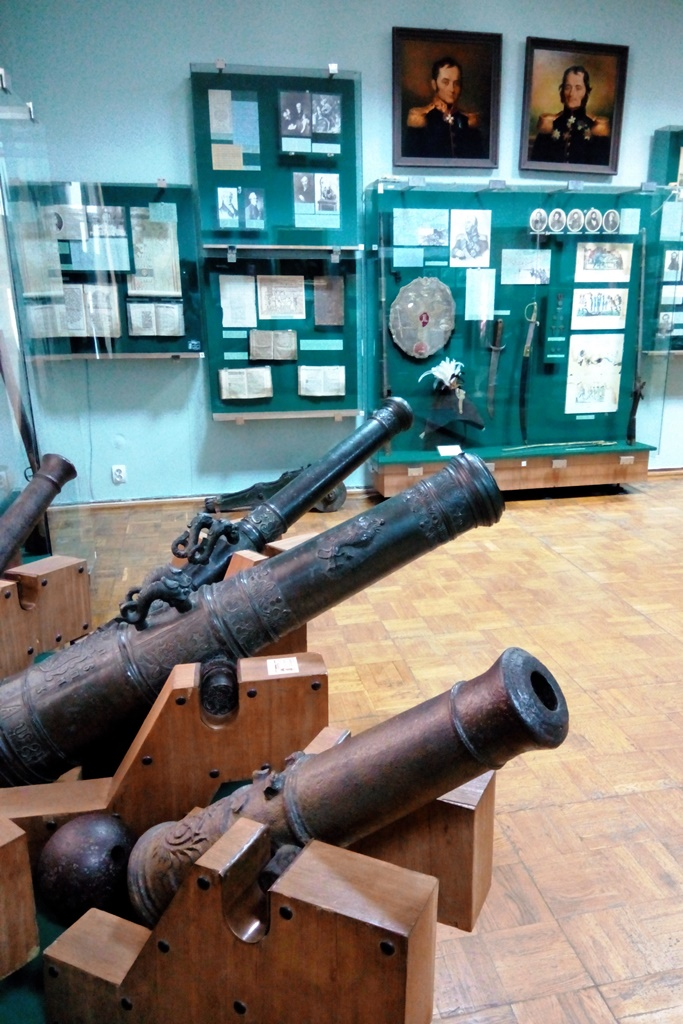
Фрагмент експозиції музею. Гармати XVII—XVIII ст.

XIX і ХХ століття представлені, крім майнових документів, приватним листуванням представників вже згаданих дворянських родів, фондами видатних громадських і культурних діячів України П. Куліша і Ганни Барвінок, О. Марковича, І. Шрага, В. Горленка, Л. Глібова, О. Коваленка, І. Нечуя-Левицького, фотографіями і поштівками, листівками, у тому числі гектографічними відбитками, різних політичних партій. Безцінними реліквіями є 2 автографи Т. Шевченка, 3 листи М. Гоголя та мініатюрний портрет видатного письменника, написаний на зрізі кістки мамонта імовірно О. Івановим, срібний вінок, покладений на могилу Куліша від І. Пулюя, переклад Біблії українською мовою, зроблений уродженцем Чернігівщини П. Морачевським, малюнки С. де Бальмена до творів П. Куліша, вулик П. Прокоповича, меблі з маєтків Галаганів, О. Рахманової (доньки декабриста С. Волконського), вишивки бісером тощо.
Про участь чернігівців у найважливіших подіях XX століття, розвиток економіки і культури, громадське життя краю розповідають документи, фотографії, нагороди, зразки продукції, побутові речі, зброя, мистецькі твори, меморіальні речі. З-поміж них — малюнки, фото, листи з Соловків представників «доби розстріляного відродження»; партизанські речі, листівки, стіннівки 1941—1945 рр.; комплекси речових і документальних пам'яток учасників оборони і захоплення Чернігівщини, видатних вчених і діячів культури — лауреатів Державних премій СРСР і України, льотчиків-космонавтів—вихованців Чернігівського вищого військового авіаційного училища льотчиків, ліквідаторів аварії на ЧАЕС і воїнів-інтернаціоналістів; матеріали, що висвітлюють діяльність політичних партій і національно-культурних товариств. В музеї зберігається орден Леніна, яким була в 1967 році нагороджена Чернігівська область, і перший національний прапор, встановлений Чернігівською організацією Народного Руху України на своєму приміщенні у 1990 році.
Широко представлені в експозиціях і на виставках пам'ятки етнографії і нумізматики, вироби з порцеляниу та фаянсу. Багата сфрагістична колекція, в якій, зокрема, маємо 135 відбитків 15 модифікацій гетьманських печаток 1603—1765 років, лягла в основу кандидатської дисертації «Козацькі печатки Гетьманщини другої половини XVII—XVIII ст. за архівними матеріалами Чернігівського історичного музею ім. В. В. Тарновського».
Бібліотека музею нараховує понад 20 тисяч томів XVIII—XXI століть. Крім наукової, науково-популярної, довідкової літератури, творів красного письменства, в ній широко представлені здобутки чернігівських істориків і краєзнавців.
Протягом десятиліть Чернігівський обласний історичний музей імені В. В. Тарновського є помітним історико-краєзнавчим центром. Дослідження його наукових працівників публікуються на сторінках наукових журналів, місцевої преси, каталогів. Підготовлені різноманітні довідники «Каталог коллекции холодного оружия», «Гапти XVII—XIX століть у збірці Чернігівського історичного музею», «Міські печатки Лівобережної України XVII—XVIII ст.», «Стародруки в колекції ЧІМ», каталоги фондових колекцій вишивки, вогнепальної зброї, срібних світських речей, рукописів XVI—XVIII століть.
Чернігівський історичний музей імені В. В. Тарновського є співзасновником Всеукраїнської асоціації музеїв та Українського комітету ІСОМ.

## Керівний склад музею
Першим завідувачем Музею українських старожитностей В. В. Тарновського можна вважати
Марію Грінченко (1863—1928), дружину відомого письменника, громадського діяча Бориса Грінченка (1863—1910). На цю посаду її призначила земська управа у серпні 1900 року. Однак через два місяці вона залишила місце роботи, оскільки не була затверджена губернатором.
Подружжя Грінченків на громадських засадах упорядковували колекцію В. Тарновського - протягом шести місяців працювали в холодному приміщенні: розбирали речі, рукописи, малюнки, складали каталоги.
1. Шелухін Андрій Павлович (1871—1931) — перший офіційний керівник музею. Був наглядачем Музею українських старожитностей В. В. Тарновського у 1902—1911 роках. Призначений на посаду за сприяння Михайла Коцюбинського.
2. Модзалевський Вадим Львович (1882—1920). Очолював музей у 1911—1912 роках.
3. Рашевський Іван Григорович (1849—1921) — чернігівський художник, громадський діяч, деякий час працював у губернському присутствії у судових справах, був директором Музею українських старожитностей В. В. Тарновського з 1912 до 1921 року.
4. Шугаєвський Валентин Андрійович (1884—1966) — у 1922 році призначений директором І-го Радянського музею (так був названий радянською владою Музей українських старожитностей В. В. Тарновського) — одного з дев'яти музеїв республіки, переведених на утримання держави як таких, що мають загальнодержавне значення. У 1923 році очолив перейменований на той час Чернігівський державний музей, який об'єднав п'ять чернігівських музеїв.
5. Вайнштейн Марк Григорович (1894-1952) став на чолі колективу чернігівських музейників у 1925 році, коли Валентин Шугаєвський залишив посаду за станом здоров'я. У 1931 році Вайнштейна М. звільнили, звинувативши в антирадянській діяльності. (ЦДАВО, ф. Р–166, оп. 12, спр. 977, арк. 1‑6.)
6. Мефедова М. Ф. (1881-?)* — за походженням українка. Освіта середня. Директор музею з 1927 року. Член РСДРП з 1909 р. Стаж: Завагітпунктом (1919), інструктор (1920), завполітосвітою (1920—1921), завагітвідділом парткому (1922—1925), завгуб. відділом (1925—1926 р.), зав культвідділом агітпропаганди (1925—1927) р. (ЦДАВО, ф. Р–166, оп. 9, спр. 1467, арк. 21 зв.). Досвідчений музейник, з 1927 р. директор Волинського науково-дослідного музею, очолила історичний музей у Чернігові у 1931 році на прохання місцевої влади. Через два роки її звільнили, звинувативши у саботажі.
7. Мірошниченко М. О. (?-?)* працював на посаді директора історичного музею з грудня 1933 року до серпня 1934 року.
8. Датчук А. В. (?-?)* працював на посаді директора музею з 1934 року до 1941 року — початку радянсько — німецької війни.
9. Попко Олександр Олексійович (1894—1974) у 1925 році закінчив філологічний факультет Київського університету імені Шевченка. У музеї працював з 1934 року. Очолював музейний колектив у 1943—1945 роках. У 1946—1956 роках працював в Інституті археології АН УРСР. Досліджував археологію стародавнього Чернігова та Чернігівщини, брав участь в археологічних експедиціях у Чернігові та у с. Шестовиці Чернігівського району.
10. Єдомаха Іван Іванович (1919—1988) — чернігівський історик, археолог, музейний працівник. Закінчив історичний факультет Чернігівського учительського інституту. У музеї працював понад 25 років. У 1945—1948 роках — заступник директора музею з наукової роботи, потім очолював відділ феодалізму. Зробив внесок у розвиток археологічних та краєзнавчих розвідок Придесення. Започаткував археологічні дослідження Новгорода-Сіверського.
11. Голик Петро Васильович (1911-?) За фахом педагог, закінчив Чернігівський педагогічний інститут соціального виховання та Київський педінститут імені Горького. Очолював колектив музейників з січня 1945 до березня 1946 років.
12. Яцура Михайло Терентійович — заступник директора з наукової роботи Чернігівського історичного музею у 1949—1962 роках. У 1965 році був переведений на посаду директора обласного архіву.
13.Левенко Андрій Іванович (1901—1973) призначений на посаду директора історичного музею у Чернігові у 1946 році. Закінчив Інститут Червоної професури у м. Харкові, мав науковий ступінь — кандидат історичних наук, доцент.
У 1962 році А. І. Левенко переведений на посаду заступника директора музею з наукової роботи.
14.Чехов Василь Петрович (? –1963) Керував музеєм у 1962—1964 роках. До призначення працював в облвиконкомі. Загинув в автомобільній катастрофі.
15. Філін Олександр Васильович (1915—1991) — партійний працівник, закінчив вищу військово-політичну школу при Головному політичному управлінні та вищу офіцерську школу пропагандистів Радянської армії. Учасник Фінської
та радянсько — німецької воєн. На початку 60-х років ХХ ст. працював лектором Чернігівського обкому партії. У 1964—1982 роках керував колективом історичного музею. Був нагороджений двома орденами Червоної Зірки та Орденом
Вітчизняної війни.
16. Чернявська Надія Василівна (1927 р.н.) закінчила історичний факультет Чернівецького університету. У 1952 розпочала працювати у музеї. Очолювала відділ сучасності, а згодом радянський. З 1970 до 1975 року працювала заступником директора з наукової роботи.
17. Попудренко Мотрона Автономівна (1923 р.н) закінчила історичний факультет Київського державного університету імені Т. Г. Шевченка. В історичному музеї працювала з 1948 до 1986 року. Пройшла шлях від старшого наукового співробітника до заступника директора з наукової роботи (з 1975 до 1983 року).
18. Неділя Анатолій Іванович (1944 р.н.) Навчався на історичному факультеті Чернігівського педагогічного інституту, потім закінчив такий же факультет Київського університету імені Т. Г. Шевченка. Директор Чернігівського історичного музею у 1982—1998. До виходу на заслужений відпочинок очолював обласний архів.
19. Онищенко Валентина Іванівна (1948 р.н.) — старший викладач кафедри всесвітньої історії Чернігівського державного педагогічного університету імені Т. Г. Шевченка. Закінчила історичний факультет Київського університету імені Т. Г. Шевченка. Працювала викладачем історії Ніжинському педагогічному інституті імені М. В. Гоголя, лектором обкому партії. Протягом 1984—1986 років — заступник директора історичного музею з наукової роботи.
20. Лазаренко Володимир Гнатович (1939—1989) за фахом був військовим, офіцер запасу, підполковник. Закінчив військово-педагогічний та філософський факультети Військово-політичної орденів Леніна та Жовтневої революції Червонознаменної академії імені В. І. Леніна. У Чернігові працював викладачем кафедри марксизму-ленінізму вищого військового авіаційного училища льотчиків. Нагороджений 8 медалями. У 1987—1988 роках працював заступником директора Чернігівського історичного музею з наукової роботи.
21. Лаєвський Сергій Лазаревич (1967 р.н.) закінчив історико-філологічний факультет Гомельського державного університету імені Франциска Скорини. Очолював Чернігівський історичний музей імені В. В. Тарновського у 1999—2023 роках.
22. Линюк Людмила Петрівна (1955 р.н.) працює заступником директора музею з наукової роботи з 1988 року (на роботі в музеї з 1983 року). Закінчила історико-філологічний факультет Гомельського університету імені Ф.Скорини.
23. Блакитний Максим Михайлович (1981 р.н.), виконуючий обов'язки директора з жовтня 2023 року (в музеї з 2007 року), кандидат історичних наук (2020 рік). Працював заступником директора музею з наукової роботи з 2021 року.